# Tündérrózsafélék
A tündérrózsafélék (Nymphaeaceae) a tündérrózsa-virágúak rendjének egy családja, melybe 5, főleg a trópusokon elterjedt nemzetség tartozik. Vitatott helyzetű csoport, ősi kétszikűekre jellemző vonásokat mutat.

## Jellemzők

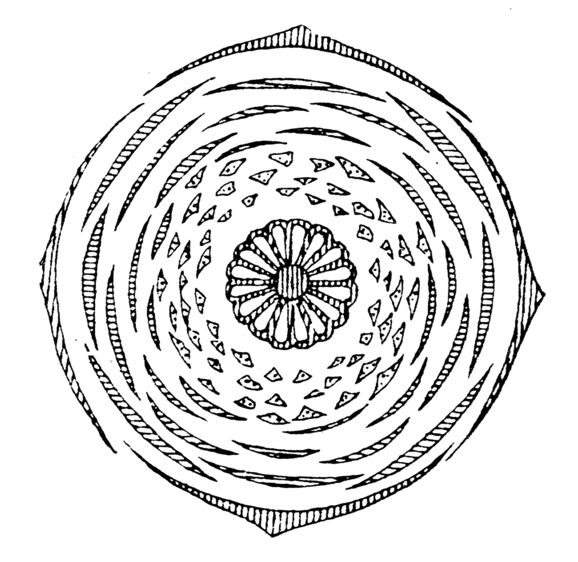
Tündérrózsa (Nymphaea) virágdiagramja

Hínárnövények a meder alján, az iszapban kúszó gyöktörzzsel. Leveleik a víz színén kiterülnek, virágaik nagyok, feltűnőek, kétivarúak, a vízfelszínen úsznak, a spirálisan elhelyezkedő porzók száma nem meghatározott, sok. Egyszikűekre jellemző tulajdonságuk, hogy az edénynyalábok szórtan helyezkednek el a szárban. Ez a tulajdonság is ősi eredetüket támasztja alá.

## Nemzetségek
- Euryale – A nemzetség egyetlen faja az E. ferox, melyet ehető magvaiért Kínában termesztenek. Levelei a Victoria fajokéinál kisebbek, széleik nem felhajlók.
- Ondinea – A nemzetség egyetlen faja az O. purpurea.
- Óriás-tündérrózsa (Victoria) – Dél-Amerikában elterjedt nemzetség, melybe két faj, a V. amazonica és a V. cruziana tartozik. Különös ismertetőjelük hatalmasra megnövő leveleik, melyek átmérője természetes környezetükben akár a 4 métert is elérheti.
- Nuphar – A nemzetség hazánkban is honos faja a vízitök vagy sárga tavirózsa (Nuphar lutea).
- Nymphaea – Magyarországon is őshonos faj a fehér tündérrózsa (Nymphaea alba L.), de további fajokkal is találkozhatunk kertészetekben, illetve termálvizekben telepítve (például Hévízen).
- Barclaya – A termő alsó állású, levelei osztatlanok, a víz alá merültek. Virágai kleisztogámok, vagyis nem nyílnak ki, hanem bimbó állapotban beporzódnak. A nemzetség Burmától Új-Guineáig elterjedt.